# کوخوا
کوخوا یا ستاره که به ستاره سرخ نیز مشهور بود نشریه بود که بین سال‌های ۱۹۰۶ تا ۱۹۱۸ به سردبیر فریدون آتورایا در ارومیه منتشر می‌شد. در واقع این نشریه اولین نشریه‌ای ست که برای آشوریان و به توسط خود آشوریان منتشر شد.